# 사랑의 책나누기운동본부
사랑의책나누기운동본부는 문화혜택이 취약한 농어촌, 도서벽지에 작은도서관(문고) 개설 및 좋은책 보급으로 국민 문화수준 향상을 목적으로 2000년 6월 30일 설립된 대한민국 문화체육관광부 소관의 사단법인이다. 사무실은 서울시 강남구 신사동 압구정로14길 11, 2층에 있다.
- 정식명칭은 '사랑의책나누기운동본부'이다. 띄어쓰기를 하지 않고 전부 붙여쓴다.

## 주요 사업
- 농어촌, 산간벽지 등에 작은도서관(문고) 개설 및 운영 지원
- 독서캠페인, 독후감 공모, 백일장, 세미나 등 개최
- 해외동포에 책보내기 운동 전개
- 공공도서관 위탁 운영